# 김명선 (의사)
김명선(金鳴善, 1897년 7월 17일~1982년 4월 24일)은 대한민국의 내과 의사 및 의학박사이자 의학 교육자이다.

## 주요 이력
그는 연세대학교 의과대학 명예교수와 연세대 부총장을 역임하였다. 그의 아호는 해사(海沙)이며 1980년 무렵 친구들과 옛 동료들의 권고로 지은 아호이다.

## 학력
- 1916년 경성 숭실고등보통학교 졸업
- 1920년 연희전문학교 수물과 졸업
- 1927년 세브란스연합의학전문학교 졸업
- 1932년 미국 노스웨스턴 대학교 의과대학원 의학석사
- 1936년 일본 교토 부립대학교 의과대학 의학박사

### 명예 박사 학위
- 1963년 연세대학교 명예 법학박사

## 경력
- 1925년 세브란스연합의학전문학교 교수 ( ~ 1947년)
- 1941년 평양연합기독병원 원장
- 미군정청 문교부 의학교육담당관
- 1945년 원석학원 이사장
- 1946년 대한의학협회 부회장
- 1947년 세브란스의학전문학교 교수·학장
- 1955년 기독교서회 이사
- 1957년 연세대학교 교수·부총장
- 1960년 대한민국학술원 회원
- 1961년 대한소년단 총재
- 1961년 유네스코 한국위원장
- 1961년 대한가족계획협회 회장
- 1961년 연세대학교 명예교수
- 1963년 원자력원 원장
- 1963년 유네스코 후원회 회장
- 1963년 유한학원 이사장
- 평화통일정책자문회의 상임위원

## 기타
만년에는 자신의 사재를 투입하여 김명선 의학상을 제정, 수여하였다.

## 참고 자료
- 김명선[깨진 링크(과거 내용 찾기)] - 연세대학교

| 전임 이용설 | 제6대 세브란스 의과대학 학장 1952년 - 1957년 | 후임 (폐지) |